# 55 Cancri c
55 Cancri c (abreviado 55 Cnc), también llamado Rho Cancri c, HD 75732 c o Brahe (Designado por la IAU), es un planeta extrasolar que orbita alrededor de la estrella enana amarilla 55 Cancri. Está situado en la constelación de Cáncer, a aproximadamente 40,9 años luz de distancia de la Tierra. Es el tercer planeta más cercano a 55 Cancri de este sistema planetario, con cinco planetas detectados hasta ahora.

## Descubrimiento
Este planeta extrasolar fue descubierto el 13 de junio de 2002, por un equipo de astrónomo encabezado por Geoffrey Marcy, en California (Estados Unidos). En 2002, nuevas mediciones revelaron la presencia de otro planeta con un gran período orbital sobre una órbita situada a 5 UA de la estrella. Aunque ambos planetas fueron tomados en consideración, había siempre una variación de un periodo de aproximadamente 43 días. No obstante, este período era próximo al periodo de rotación de la estrella misma, lo que condujo a la posibilidad de que este período de 43 días fuese causado por la estrella más bien que por un planeta. El planeta 55 Cancri C (el planeta donde el periodo de revolución es de 43 días) y 55 Cancri d (el planeta situado a 5 UA de la estrella) fueron anunciados al mismo tiempo.
La técnica empleada para descubrir este cuerpo fue la velocidad radial, que consiste en medir la influencia gravitacional del planeta en relación con su estrella, cosa que también hace que se pueda saber su masa mínima. Al descubrirse éste planeta, solo se había descubierto otro en este sistema, 55 Cancri b. A partir de aquí, se descubrieron tres más en este sistema, y no se descarta la posibilidad de encontrar más.

## Características
Rho Cancri c tiene una masa similar a la de Saturno, que, aproximadamente, serían 0,169 masas jovianas, o, lo que es lo mismo, 53'68 masas terrestres. Además, debido a su gran masa, es muy probable que su superficie no sea sólida, sino gaseosa. Algunas observaciones indican que este lejano mundo tiene una pequeña excentricidad que hace que su ápside varíe, es decir, una diferencia de un 19% en su máxima aproximación y distanciamiento cada vez que recorre su órbita. Este planeta extrasolar está situado a 0,24 UA, que serían aproximadamente 36 millones de km de su estrella, 55 Cancri. Si comparamos la órbita de Mercurio con la de HD 75732 c, veremos que este último está 13 millones de km más cerca de su estrella que Mercurio del Sol. Este planeta está en resonancia orbital con 55 Cancri b, con una relación de 3:1, lo que ayuda a que el sistema se mantenga estable.
Dado que este planeta fue detectado por un método indirecto, a través de la influencia de la gravedad sobre 55 Cancri, algunas propiedades tales como su composición atmosférica, su radio y su temperatura son inciertos o desconocidos. Con una masa similar a la de Saturno, lo más probable es que 55 Cancri c sea un gigante gaseoso sin superficie sólida.

## Sistema coplanario
Observaciones del telescopio espacial Hubble, indican que el planeta tendría 53 º de inclinación respecto del plano del cielo, además, esta observación se ha realizado con todos los planetas de este sistema, cosa que, si se confirmara, daría lugar a un sistema coplanario, es decir, un sistema donde todos sus planetas tengan la misma inclinación. Según estas observaciones, la masa real de este planeta serían 0,21 masas jovianas.

## El sistema de 55 Cancri
| Planeta     | Masa (MJ)      | Periodo orbital (en días) | Eje semi-mayor (ua) | Excentricidad |
| ----------- | -------------- | ------------------------- | ------------------- | ------------- |
| 55 Cancri b | > 0,784 ± 0,09 | 14,67 ± 0,0006            | 0,115 ± 0,003       | 0,0197 ± 0,01 |
| 55 Cancri c | > 0,217 ± 0,04 | 43,93 ± 0,021             | 0,240 ± 0,005       | 0,44 ± 0,08   |
| 55 Cancri d | > 3,92 ± 0,5   | 4517,4 ± 77,8             | 5,257 ± 0,9         | 0,327 ± 0,28  |
| 55 Cancri e | > 0,045 ± 0,01 | 2,81 ± 0,002              | 0,038 ± 0,001       | 0,174 ± 0,127 |
| 55 Cancri f | > 0,144 ± 0,04 | 260 ± 1,1                 | 0,781 ± 0,007       | 0,2 ± 0,2     |